# Alfred Deakin
Alfred Deakin (Melbourne (Victoria), 3 augustus 1856 – idem, 7 oktober 1919) was een Australisch politicus. Hij was de 2e premier van Australië.

## Levensloop
Deakin werd geboren als de zoon van Engelse immigranten. Na de middelbare school studeerde hij in de avond Rechten aan de Universiteit van Melbourne. Overdag was hij schoolleraar en gaf privélessen. Nadat hij zijn studie in 1877 met succes had afgerond werd hij toegelaten als advocaat. In die tijd begon Deakin voor verschillende kranten te schrijven over politiek en literatuur. In diezelfde periode werd hij vegetariër.
In 1879 stelde zich verkiesbaar voor het staatsparlement van Victoria. Hij was voorstander van protectionistische maatregelen om de eigen industrie te beschermen en wilde het land van grootgrondbezitters laten opdelen. Het leek er bij de verkiezingen aanvankelijk op dat hij met een klein verschil had gewonnen, maar hij moest zijn maidenspeech gebruiken om direct zijn aftreden bekend te maken omdat na een hertelling bleek dat hij toch had verloren. In juli 1880 koos de bevolking van Victoria hem alsnog in het parlement. In 1883 nam hij zitting in het kabinet van de Australische staat als minister voor Publieke Werken en Watervoorziening. In 1890 werd hij minister van Volksgezondheid. Namens Victoria nam Deakin in 1887 deel aan de Imperial Conference in Londen. Daar pleitte hij voor een lagere bijdrage van de koloniën aan het moederland voor de bescherming van de Britse marine.
De Victoriaanse regering moest in 1890 aftreden omdat zij de staatsmilitie had ingezet om arbeiders die geen lid waren van de vakbond te beschermen tijdens een havenstaking. In 1893 verloor hij een groot deel van zijn familiefortuin gedurende een economische crisis. Hij keerde terug naar de advocatuur om zijn financiële zekerheid terug te winnen.
Gedurende de jaren negentig van de 19e eeuw hield Deakin zich vooral bezig met de vorming van Australië naar het model van een federatie. Hij nam in 1890 deel aan de Australasian Federal Conference waar de Australische koloniën besloten een grondwet op te stellen. Dat gebeurde een jaar later en daarbij speelde Deakin een prominente rol. Dit eerste document zou als belangrijke basis dienen voor de uiteindelijke grondwet die in 1900 aangenomen wet. In datzelfde jaar reisde hij samen met Edmund Barton en Charles Kingston naar Groot-Brittannië waar de laatste onderhandelingen over de grondwet plaatsvonden en waar het Britse parlement instemde met de vorming van de federatie.
Nadat de federatie relatiteit was geworden werd Deakin in 1901 gekozen in het eerste parlement en kort daarna door Barton opgenomen als minister van Justitie in de eerste Australische regering. In die functie hield hij zich vooral bezig met de opbouw van een juridisch stelsel, het schrijven van de broodnodige wetten en de vorming van het Hooggerechtshof. Een van de wetten waarmee het parlement instemde was de White Australia Policy. Daardoor werd het voor Japanners onmogelijk gemaakt om zich te vestigen op Australisch grondgebied.
Deakin volgde Barton in september 1903 op als premier toen deze tot opperrechter van het Hooggerechtshof werd benoemd. De Protectionistische Partij waar de nieuwe premier lid van was had geen meerderheid in beide huizen, maar kreeg steun van de Labor-partij. In april 1904 kwam het tot een conflict tussen beide partijen en Deakin werd als premier opgevolgd door Chris Watson als premier.
Watson slaagde er niet in een stabiele regering te vormen en Deakin keerde in 1905 terug als premier. Zijn regering riep een eigen munteenheid in het leven, de Australische dollar. Onder zijn premierschap werden ook de eerste protectionistische maatregelen ingezet om de eigen industrie te beschermen. Daarbij probeerde de regering ook iets te doen aan de arbeidsomstandigheden van de arbeiders. Bedrijven vielen namelijk alleen onder de protectionistische maatregelen wanneer zij hun werknemers een "eerlijk loon" betaalden.
In de Papua Act van 1905 werd het bestuur van Australië over voormalig Brits-Nieuw-Guinea geregeld. Deakin was tegenstander van de regeling dat Australië Groot-Brittannië betaalde om een beroep te kunnen doen op diens marine voor bescherming. In 1908 nodigde hij de Amerikaanse Great White Fleet uit om een bezoek te brengen aan Australië. Dat veroorzaakte zoveel enthousiasme dat Australië besloot een eigen vloot te gaan bouwen, hoewel daartoe pas besloten werd onder Deakins opvolger Andrew Fisher.
Deakin werd in 1908 opnieuw gedwongen om af te treden. Vervolgens vormde hij samen met zijn oude conservatieve opponent George Reid een coalitie en keerde terug voor zijn derde periode als premier. Hij gaf daarbij aan de eerste regering die kon steunen op een meerderheid in het parlement.Veel mensen zagen zijn samenwerking met Reid als verraad. Hiervan had hij ook last bij de parlementsverkiezingen in april 1910 waar de Labor-partij van Fisher als grootste uit naar voren kwam.
Na zijn aftreden had Deakin nog tot april 1913 zitting in het parlement. Na zijn vertrek kreeg hij snel te maken met dementie. Hij raakte invalide en overleed in 1919 op 63-jarige leeftijd.
- Australian Dictionary of Biography: deakin-alfred-5927
- Bibliothèque nationale de France: cb12868657m (data)
- CiNii: DA07096303
- Gemeinsame Normdatei: 119129809
- International Standard Name Identifier: 0000 0000 8361 4446
- Library of Congress Control Number: n91126675
- Bibliotheek van het Japanse parlement: 001144956
- Nationale bibliotheek van Australië: 35034394
- Nationale Bibliotheek van Israël: 987007271232905171
- Nederlandse Thesaurus van Auteursnamen: 119070634
- Réseau des bibliothèques de Suisse occidentale: 02-A022565229
- SNAC: w6hm57w4
- Système universitaire de documentation: 032183194
- Trove: 459454
- Virtual International Authority File: 18024879
- WorldCat: E39PBJq6RMqJVcmW6DFRpDWxDq